# Sjørupstenen
Sjørupstenen (dansk) eller Sjörupstenen (svensk) (DR 279) er en runesten ved Sjörups kirke i Skåne. Indskriften er dateret til vikingetiden. Runer er ridset på granit. Alle runerne kan læses.
Indskriften lyder:
Saxi setti stein þenna eptir Ásbjôrn, sinn félaga, Tó[f]a/Tó[k]a son. Sá fló eigi at Uppsôlum, en vá með hann vápn hafði.
Indskriften i oversættelse:
Saxi satte denne sten efter Asbjørn, sin fælle, Tokes søn. Han flygtede ikke ved Uppsala; men kæmpede så længe han havde våben.
55°26′28″N 13°38′09″Ø / 55.4411°N 13.6358°Ø